# Francisco de Manzanares
Francisco de Manzanares nacido como Francisco de Manzanares y Dardos (Membrilla del Campo de Montiel, La Mancha de Toledo, Corona de España, ca. 1570 – Buenos Aires, gobernación del Río de la Plata, después del 13 de enero de 1642) era un funcionario español que como cabildante fue elegido de manera intermitente para los cargos de regidor, alguacil mayor y procurador general. Posteriormente fue nombrado para ocupar el puesto interino de teniente de gobernador de Buenos Aires desde 1599 hasta 1601 y finalmente fue elegido como alcalde de segundo voto de la ciudad de Buenos Aires en el año 1613.

## Biografía
Francisco de Manzanares había nacido hacia el año 1570 en la villa de Membrilla del Campo de Montiel de La Mancha, que formaba parte del entonces Reino de Toledo de Castilla la Nueva, la cual a su vez conformaba a la Corona de España. Era hijo de Pedro Alonso Dardos y de su esposa María López de Manzanares.
Cuando pasó a la Sudamérica española, Francisco de Manzanares fue nombrado lugarteniente bonaerense de Francés de Beaumont y Navarra, teniente general de la gobernación de Nueva Andalucía del Río de la Plata, y al dejar este su cargo para ocupar el de la tenencia de gobierno general de Asunción, lo asignó como interino en su puesto de teniente de gobernador de Buenos Aires el 7 de julio de 1599, hasta que a principios de 1601 Manzanares fuera sucedido por Francisco de Salas.
En el Cabildo de Buenos Aires fue elegido como regidor del mismo y además ocupó los cargos de alguacil mayor en 1605 y en 1607 y también como procurador general.
Posteriormente fue elegido como alcalde de segundo voto de Buenos Aires en el año 1613.
Fue cofrade del Santísimo Sacramento, Santa y Vera Cruz, también de la Virgen del Rosario, Soledad, del Carmen y de las Ánimas. Dio un poder en la villa de Manzanares en 1614 a su primo hermano materno Francisco García de Manzanares.
El hidalgo Francisco de Manzanares falleció en la ciudad de Buenos Aires, capital de la gobernación del Río de la Plata que fuera una entidad autónoma del Virreinato del Perú, tiempo después de testar el 13 de enero de 1642.

## Matrimonio y descendencia
El cabildante hispano-toledano Francisco de Manzanares y Dardos se había unido en matrimonio en la ciudad de Buenos Aires en el año 1605 con Leonor de Aguilar y Burgos (Santa Fe, 1592-f. después del 20 de marzo de 1649), una hija de los españoles Francisco Pérez de Burgos (Jerez de la Frontera de Sevilla, 1558-Buenos Aires, 21 de julio de 1617), alcalde de primer voto de Buenos Aires en 1593 y escribano real en 1605 y en 1606, y de su esposa Juana de Aguilar y Salvatierra (Ronda de Granada, 1569-Buenos Aires, antes del 19 de noviembre de 1616), nieta paterna de Diego Pérez de Burgos y de su mujer Beatriz Martínez de Tremal y nieta materna de Andrés Gil de Salvatierra (Ronda, 1542-isla San Gabriel de la Banda Oriental de Nueva Andalucía, 29 de diciembre de 1573) y de su cónyuge Leonor de Zamora y Aguilar (n. Ronda, 1542).
Fruto del enlace entre Francisco de Manzanares y su esposa Leonor de Aguilar hubo por lo menos cinco hijos:
- Juana de Manzanares[3][10] (n. e/ enero y el 5 de marzo de 1607)[3] que se matrimonió hacia 1623 con el general Sebastián de Orduña Mondragón[3][10] (n. ca. 1584), alcalde ordinario de segundo voto de la ciudad de Buenos Aires en 1614, sucediendo a su futuro suegro, y también en 1619, siendo un hijo del vecino encomendero P. de Orduña y Mondragón y tal vez de una tal N. de Rivera. Fruto de este matrimonio nació al menos el capitán Fernando de Rivera Mondragón y Manzanares (n. Buenos Aires, ca. 1624) que también fuera vecino encomendero de Buenos Aires.[10]
- Agustina de Manzanares[3] (n. ca. 1613) casada con un tal N. de Aguilar.[3]
- Mariana de Manzanares y Aguilar[3][9] (n. e/ enero y el 9 de abril de 1622[3]-f. después de 1691)[9] que se casó con el capitán Pedro de Morales y Mercado[3] y tuvieron una única hija llamada Leonor de Morales y Manzanares que se enlazó con Antonio Cabral de Melo y Carvajal, un hijo de Cristóbal Cabral de Melo y Alpoin y de su esposa María de Carvajal y Salas, para concebir a Martín y a su hermana Antonia Cabral de Melo y Morales (Buenos Aires, 28 de diciembre de 1692-ib., 1752), la que sería abuela paterna de Camila Esparza Cabral de Melo y Alderete[11] y bisabuela materna de Juan José Mariano de Rocha Esparza Cabral de Melo y Alderete.[12][13]
- Gregoria de Aguilar y Manzanares[3][6][14][15] (Buenos Aires, e/ junio y el 13 de septiembre de 1623[3]-ib., después del 10 de noviembre de 1692)[15] que se unió en matrimonio en Buenos Aires[6] hacia 1657 con el hidalgo Matías Machado de Melo[3][6][14][15] (n. Buenos Aires, 1627), un hijo de su homónimo Matías Machado Cabral (n. ca. 1590) y de su esposa Elena de Melo Cabral[6][15][16] (n. Buenos Aires, ca. 1594), nieto materno de los fidalgos portugueses Inés Nunes Cabral de Melo y de su marido Gil González de Moura, además de nieto paterno de otro homónimo Matías Machado Mangallo (n. Évora, Portugal, ca. 1570) y de su cónyuge Inés Cabral con quien se había casado tardíamente el 18 de abril de 1614, y por ende, Matías era bisnieto de los portugueses Antonio Fernández Mangallo y de su mujer María Machado.[16] Fruto del enlace de Gregoria y Matías nació al menos un hijo:[3]

- Juan Francisco Machado Cabral de Melo y Manzanares Aguilar (n. ib., 1657) que se casó el 30 de marzo de 1690 con María Maciel Pacheco y Colares Escobar (n. ib., 1673) —una hija de Lucas Maciel Pacheco (n. Buenos Aires, 1642), alcalde de hermandad bonaerense en 1684 y mayordomo de propios de la misma en 1685, y de su esposa desde 1671 Juana Colares Escobar (n. ca. 1651), y por lo tanto, nieta paterna del calafate portugués Juan Maciel (n. Viana do Castelo, ca. 1608), que pasó sin licencia a la gobernación del Río de la Plata en 1630, y de su esposa Margarita Pacheco, con quien se casó en 1630 luego de aportar una gran dote de 1.300 pesos fuertes y 1.500 pesos en bienes, nieta materna de Margarita de Escobar Barragán y su esposo Antonio Rodríguez Colares, sobrina nieta de Juan Gutiérrez Barragán Escobar, tataranieta de Margarita de Escobar y Toledo Saavedra y su marido Francisco Muñoz Bejarano y trastataranieta del hidalgo Alonso de Escobar, vecino fundador de la segunda Buenos Aires y primer regidor de su cabildo de 1580 a 1584, y de su primera esposa Inés Suárez de Toledo y Saavedra— y a su vez, Juan Francisco y María serían los abuelos de María Mercedes Fernández Machado de Melo y Manzanares Maciel (n. Buenos Aires, 27 de octubre de 1733) que al enlazarse en 1757 con el procurador cántabro-español Francisco de Villegas Quevedo (Cóbreces, provincia de los Nueve Valles de Asturias de Santillana, 24 de marzo de 1730) fueron padres de los doctores patriotas argentinos Hipólito Francisco y Miguel Mariano de Villegas.

- José de Manzanares[3] (n. e/ julio y el 7 de noviembre de 1625).[3]